# ITX-청춘
ITX-청춘(Intercity Train eXpress-Cheongchun)은 경춘선에서 운행하는 한국철도공사의 도시간 좌석 급행열차다. 한국철도공사 광역철도본부에서 운영하나 수도권 전철이 아니라 일반 여객운송약관에 의해 운영되므로 간선 여객 열차다. 공식적으로는 새마을호보다 높은 등급이다. 명칭은 일반 공모를 통해 결정되었다. GTX-B가 개통하면 경춘선에서 철수한다.

## 운행 노선
현재 열차 운행 구간은 2019년 4월 1일을 기준으로 한다.
| 노선   | 구간        |
| ------ | ----------- |
| 경춘선 | 용산 ~ 춘천 |

## 운임
현재 운임은 2018년 8월 1일을 기준으로 한다.
| 노선   | 구간        | 운임    |
| ------ | ----------- | ------- |
| 경춘선 | 용산 ~ 춘천 | 9,800원 |

#### 승차권
- 한국철도공사 여객본부 관할 KTX, ITX-새마을과 동일한 발권 시스템을 사용한다. 수도권 전철 경춘선과 동일한 승강장에 정차하며, 입석과 자유석은 정기 승차권으로도 이용 가능하다. 경춘선 열차의 경우 다른 열차와 환승 여정으로 승차권 발매가 불가능하며, 별도의 환승 제도도 마련되지 않는다. 내일로 패스로 열차 이용은 운행 초창기에는 불가능했으나 2014년 8월에 가능해졌으며, 정기 승차권은 수도권 전철 정기권이 아닌 일반 여객 열차 정기 승차권과 동일하다.
- 인천국제공항철도 직통열차 연계 환승할인 대상에 포함되며, 직통열차 승차권을 구입하면 이용 당일 용산역과 청량리역에서 하차할 시 승차권을 제시해야 운임 할인이 제공된다.

## 차량
- 한국철도공사 368000호대 전동차 : 고상홈 전용 특급형 전동차다.

## 사진

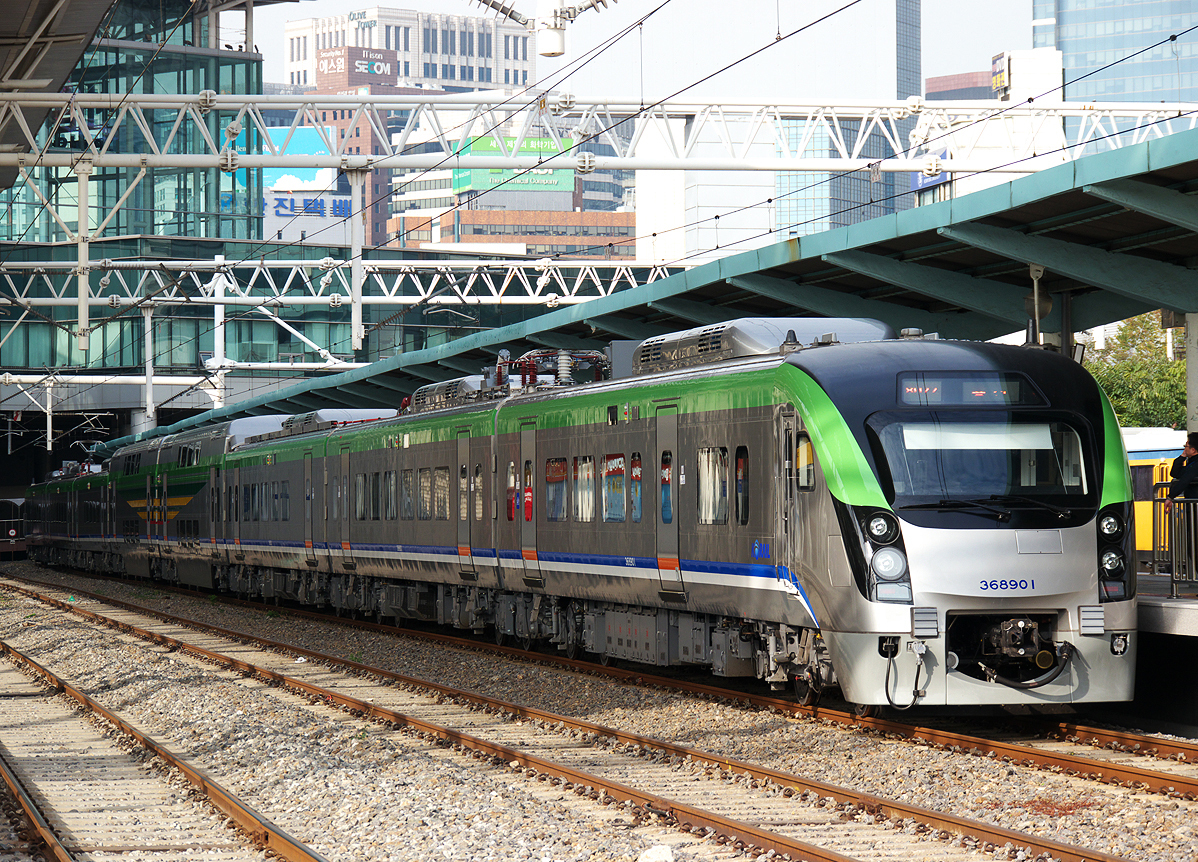
시운전을 위해 서울역에 입선한 모습
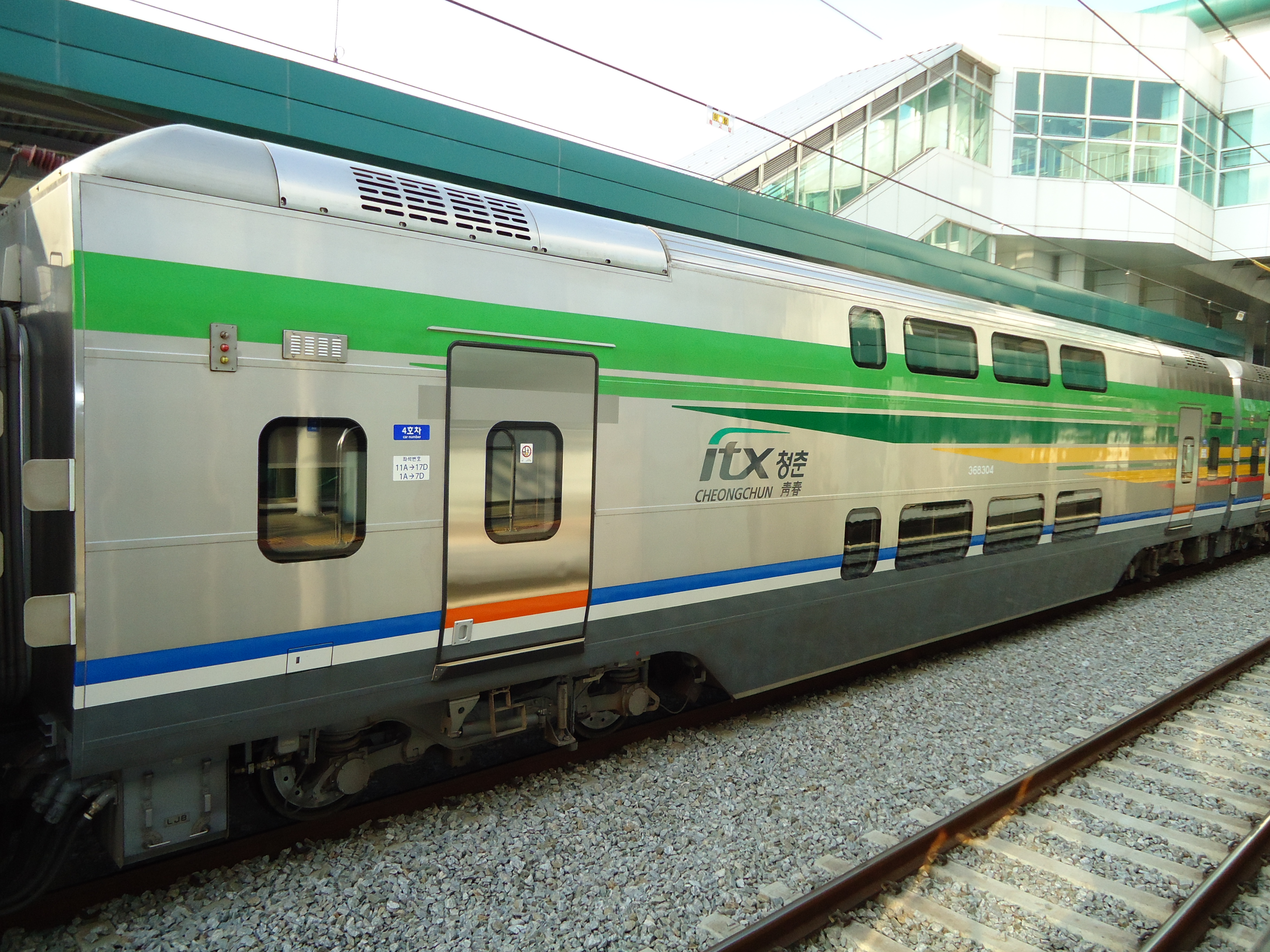
2층칸
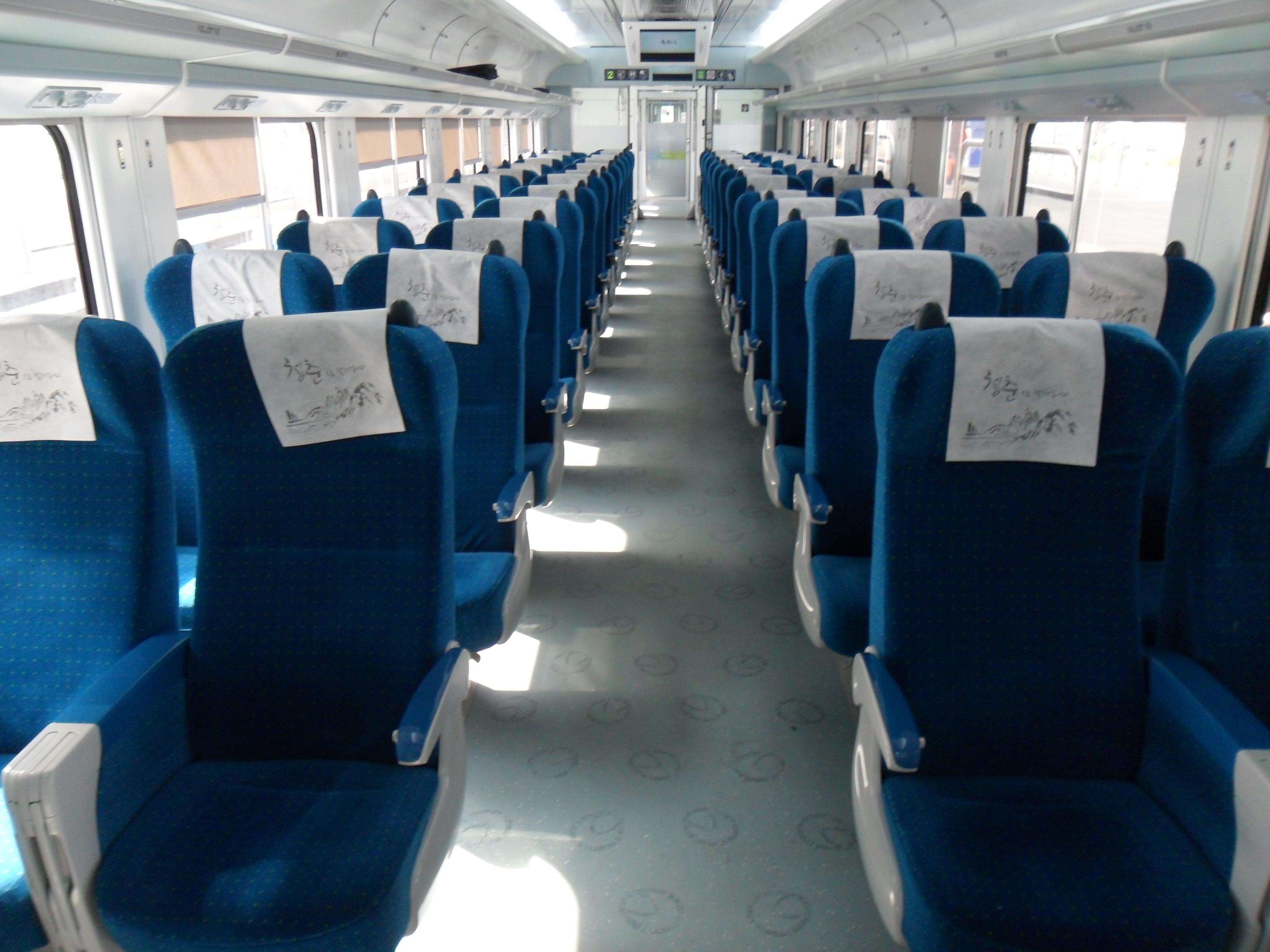
좌석
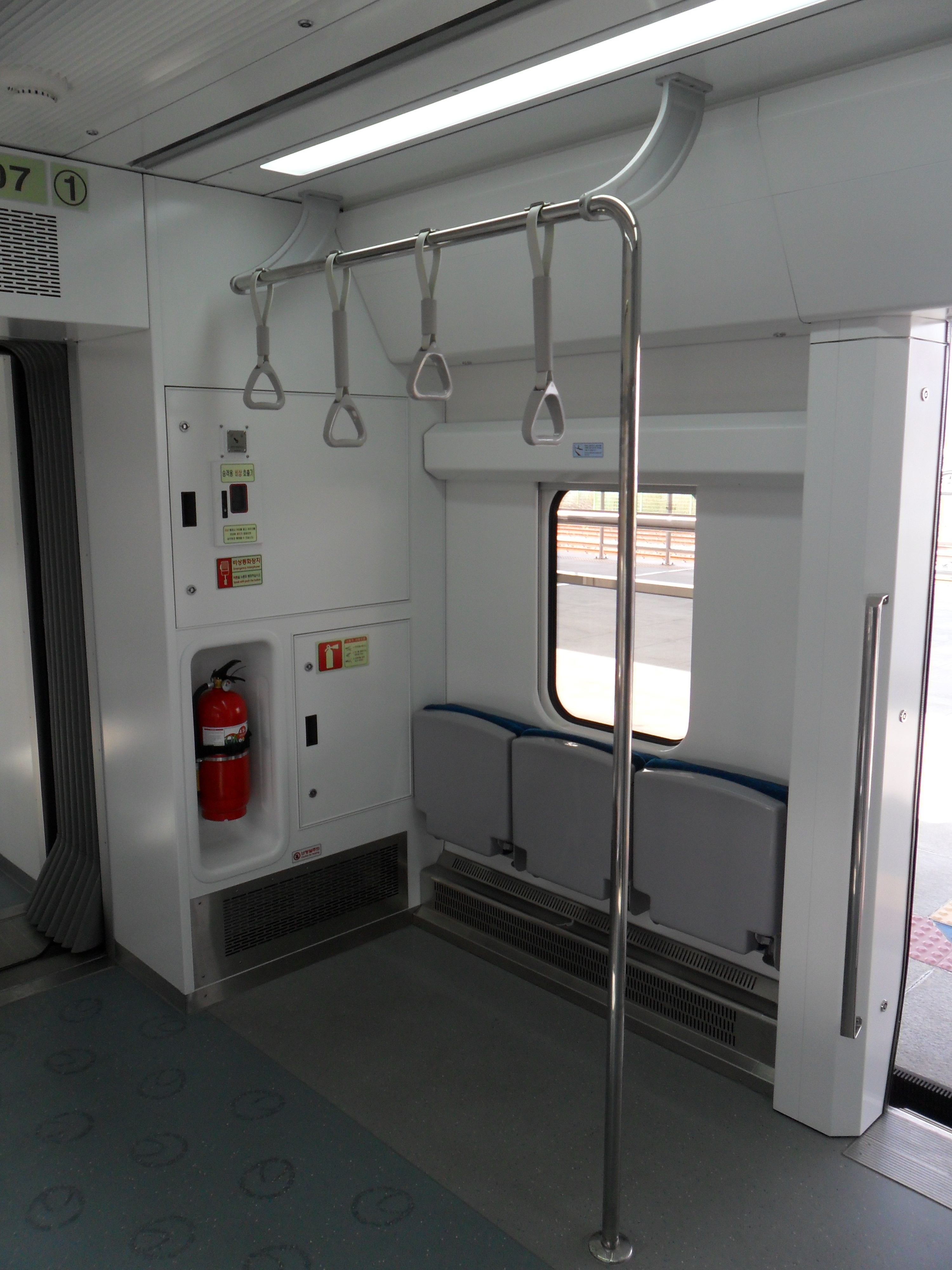
입석용 좌석
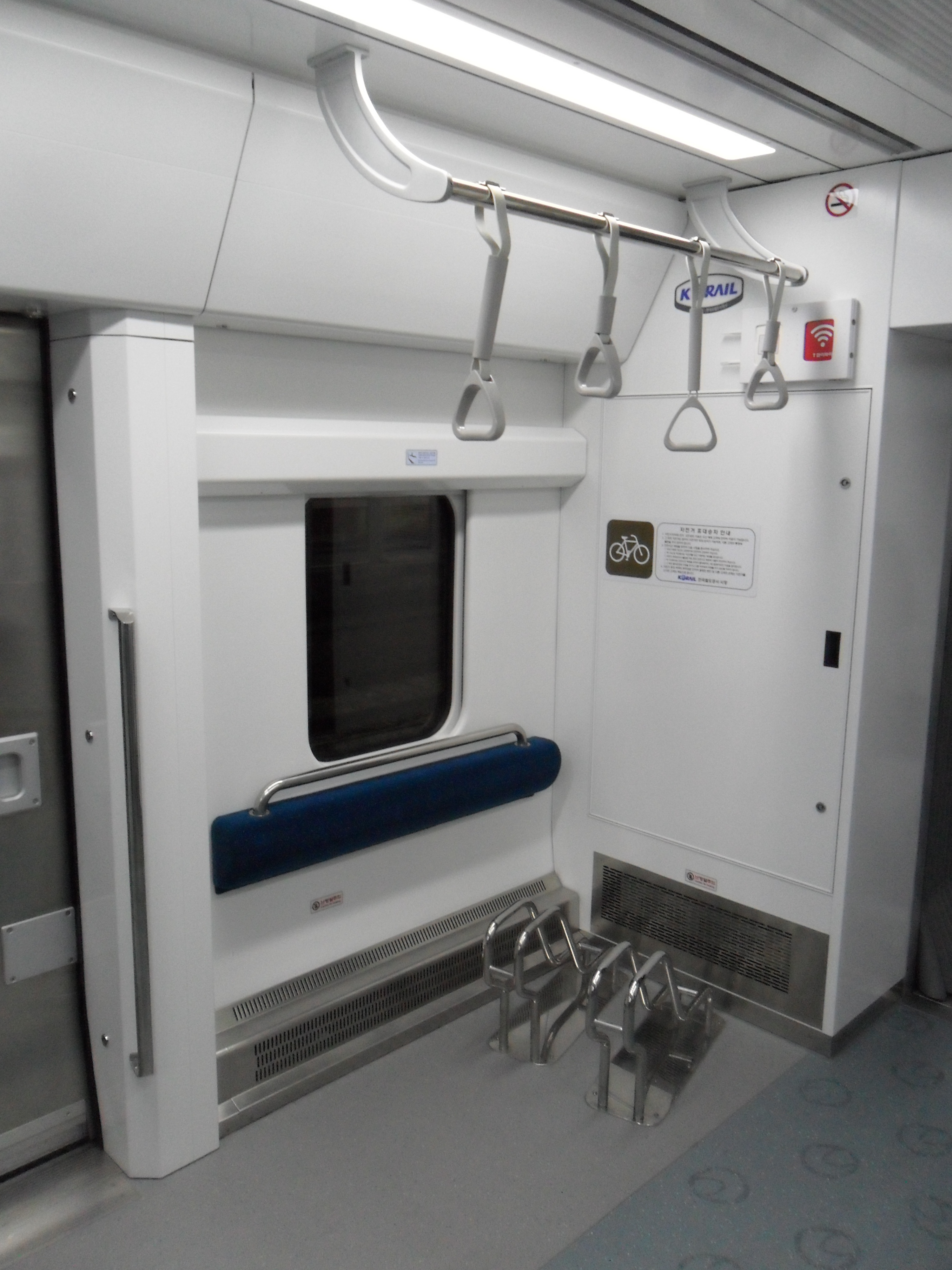
자전거 거치대
로고

## 차내 안내방송
- 한국어 : 조영미
- 영어 : 리사 켈리
- 한국어,영어 :TTS(현재~)